# Fort Belvedere
O Fort Belvedere é um palácio rural da Inglaterra. Fica localizado na Shrubs Hill (Colina dos Arbustos), no interior do Grande Parque de Windsor, muito próximo de Sunningdale, Berkshire, mas na realidade pertencente ao borough de Runnymede, no Surrey. O Fort Belvedere é uma antiga residência Real - entre 1750 e 1976 - tendo ficado mais famoso por ser a residência do rei Eduardo VIII do Reino Unido. A propriedade permanece na posse da Coroa, sendo actualmente ocupado por arrendatários privados, o bilionário canadiano Galen Weston e a sua esposa Hilary.

## História inicial
O Fort Belvedere foi construído entre 1750 e 1755, pelo Príncipe William Augustus, Duque de Cumberland, filho mais novo do rei Jorge II e da Rainha Carolina, famoso pelo seu papel na batalha de Culloden. Este era, de início, apenas uma construção de jardim (um edifício construído por razões estéticas e não por propósitos puramente práticos). Foi usado como casa de Verão, podendo ser vistos sete condados, tal como actualmente, do topo da sua torre da bandeira. A estrutura triangular torreada foi colocada entre uma densa plantação de árvores, com vista para o Virginia Water, um lago artificial construído por Thomas e Paul Sandby a pedido do duque.
Sir James Wyattville, o responsável pela reconstrução do Castelo de Windsor durante o reinado de Jorge IV, ampliou o edifício em 1828, para uso como pavilhão de caça. As adições incluiram uma sala octogonal no Lado Nordeste, na qual o Rei jantou regularmente.
O novo trabalho incluiu um aumento da aparência militar do palácio, apesar deste nunca ter tido qualquer significado militar. Um conjunto de 31 peças de arilharia, fundidas entre 1729 e 1749 pelo primeiro mestre fundidor da Fundição Real (Royal Foundry), mais tarde o Arsenal de Woolwich (Woolwich Arsenal), foi usado para as saudações até 1907; frequentemente à Rainha Vitória que era uma visita assídua. O Artilheiro encarregado de zelar pelas armas vivia no Cottage do Artilheiro (Bombardier’s Cottage), ligada ao palácio por uma passagem arcada.
Mais tarde, a propriedade foi usada por vários membros da realeza, ou pelos seus empregados. Em 1911, o velho edifício foi convertido em residência e usado pelo Príncipe Artur, Duque de Connaught. O forte possui sete quartos.
As ruínas existentes nos terrenos podem ser vistas a partir do Virginia Water e fazem parte do antigo templo comprado em Léptis Magna, na Líbia.

## Rei Eduardo VIII
Em 1929, o edifício ficou vago e foi oferecido ao Príncipe Eduardo, o Príncipe de Gales, pelo seu pai, o Jorge V. O Fort Belvedere tornou-se, então, na residência principal do Príncipe, tendo sido amplamente usado pelo Príncipe como entretenimento e como refúgio rural. Quando se tornou Rei, em 1936, Eduardo continuou a usar o Forte, apesar de, agora, possuir um largo número de residências à sua escolha.
O Príncipe de Gales residiu no Fort Belvedere entre 1930 e 1936. Durante a sua posse empreendeu extensas obras de remodelação no interior. As rosas do forte são notáveis, tendo-se tornado o Príncipe num perfeito jardineiro de rosas, enquanto residia no palácio.
O Fort Belvedere tornou-se cenário da crise da abdicação de Eduardo VIII, durante o ano de 1936, quando Eduardo abdicou do trono como consequência da oposição do Governo Britânico ao seu casamento com Wallis Simpson. Eduardo realizou as suas reuniões finais com o primeiro-ministro, Stanley Baldwin, e assinou o Instrumento de Abdicação, testemunhado pelos seus irmãos, no próprio Fort Belvedere.

## Últimos residentes
Durante a Segunda Guerra Mundial, o Forte foi usado pelo Gabinete de Comissários das Terras da Coroa (Office of the Commissioners of Crown Lands), os quais haviam sido evacuados dos seus escritórios centrais em Londres. Depois do final da guerra o palácio permaneceu vazio. O Honorável Gerald Lascelles, filho mais novo de Maria, Princesa Real e Condessa de Harewood (filha do rei Jorge V) ocupou o edifício entre 1956 e 1975, nos termos de um contrato de arrendamento de 99 anos, e restaurou os jardins (adicionando uma piscina e um corte de ténis). Em 1976, o emir do Dubai mudou-se para o Forte. Mais recentemente o palácio tornou-se residência de Galen Weston, o canadiano proprietário da Selfridges (uma rede de lojas de departamento), e cuja esposa, Hilary, foi Lieutenant Governor of Ontario (representante da Rainha do Canadá — Isabel II do Reino Unido — no Ontário) entre 1996 e 2001. Os Comissários da Propriedade da Coroa mantêm a posse permanente, uma vez que a propriedade faz parte do Grande Parque de Windsor.